# Бобков, Григорий Евдокимович
Григорий Евдокимович Бобков (2 [15] сентября 1907, Гладкий Мыс, Енисейская губерния — 14 августа 1981, Красноярск) — младший лейтенант Рабоче-крестьянской Красной Армии, участник Великой Отечественной войны, Герой Советского Союза (1943).

## Биография
Григорий Бобков родился 2 (15) сентября 1907 года в деревне Гладкий Мыс (ныне — Балахтинский район Красноярского края) в семье крестьянина. Получил неполное среднее образование, после чего работал в колхозе. В 1929—1933 годах проходил службу в Рабоче-крестьянской Красной Армии. После увольнения в запас работал на Тюльковской машинно-тракторной станции и в Ужурском автомобильном отряде Балахтинского района.
В июне 1941 года был повторно призван в армию. Первоначально служил на Забайкальском фронте. С февраля 1943 года — на фронтах Великой Отечественной войны. В том же году вступил в ВКП(б). Участвовал в боях на Центральном и 1-м Белорусском фронтах. К сентябрю 1943 года старшина Григорий Бобков командовал стрелковым взводом 43-го стрелкового полка 106-й стрелковой дивизии 65-й армии Центрального фронта. Отличился во время битвы за Днепр.
15 октября 1943 года, несмотря на массированный вражеский огонь, Бобков в составе передового отряда форсировал реку в районе посёлка Лоев Гомельской области Белорусской ССР. Отряду удалось выбить противника из двух линий траншей, отбить три контратаки и закрепиться тем самым на плацдарме, что способствовало успешной переправе других советских подразделений.
Указом Президиума Верховного Совета СССР от 30 октября 1943 года за «образцовое выполнение боевых заданий командования на фронте борьбы с немецко-фашистскими захватчиками и проявленные при этом мужество и героизм» старшина Григорий Бобков был удостоен высокого звания Героя Советского Союза с вручением ордена Ленина и медали «Золотая Звезда» за номером 5977.
В 1945 году в звании младшего лейтенанта Бобков был уволен в запас. Проживал в Красноярске, работал в дорожно-мостовом тресте. Умер 14 августа 1981 года, похоронен на Бадалыкском кладбище.
Был также награждён орденом Красной Звезды и рядом медалей.